# USS Belleau Wood (LHA-3)
USS Belleau Wood (LHA-3) byla americká vrtulníková výsadková loď. Jednalo se o třetí loď třídy Tarawa.

## Jméno lodi

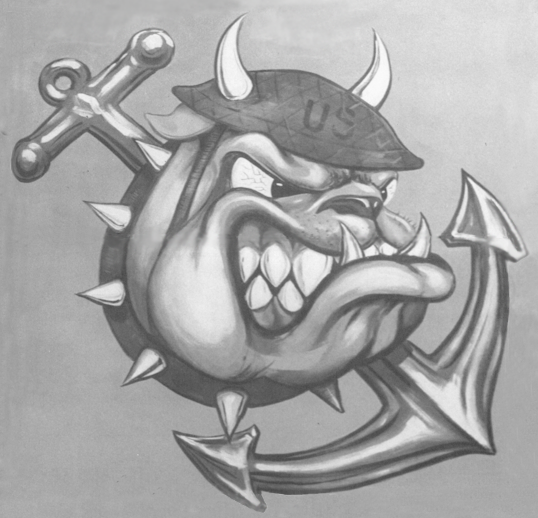
Maskot USS Belleau Wood

Loď byla pojmenována na památku bitvy u Belleau Wood, která se odehrála během první světové války. Námořní pěchota Spojených států amerických ze čtvrté brigády, amerických expedičních sil, porazila německé síly po téměř čtyřech týdnech intenzivních bojů. Říká se, že Němci je nazývali Teufel Hunde (anglicky Devil Dogs) a právě tato přezdívka se stala maskotem lodi a jednou z přezdívek pro americké mariňáky (Devil Dogs).

## Stavba
Kýl byl položen 5. března 1973 v loděnici Ingalls Shipbuilding v Pascagoule. 11. dubna 1977 byla Belleau Wood spuštěna na vodu a dne 23. září 1978 byla loď uvedena do služby. Prvním velitelem se stal kapitán Ted Charles Steele jr.

## Výzbroj

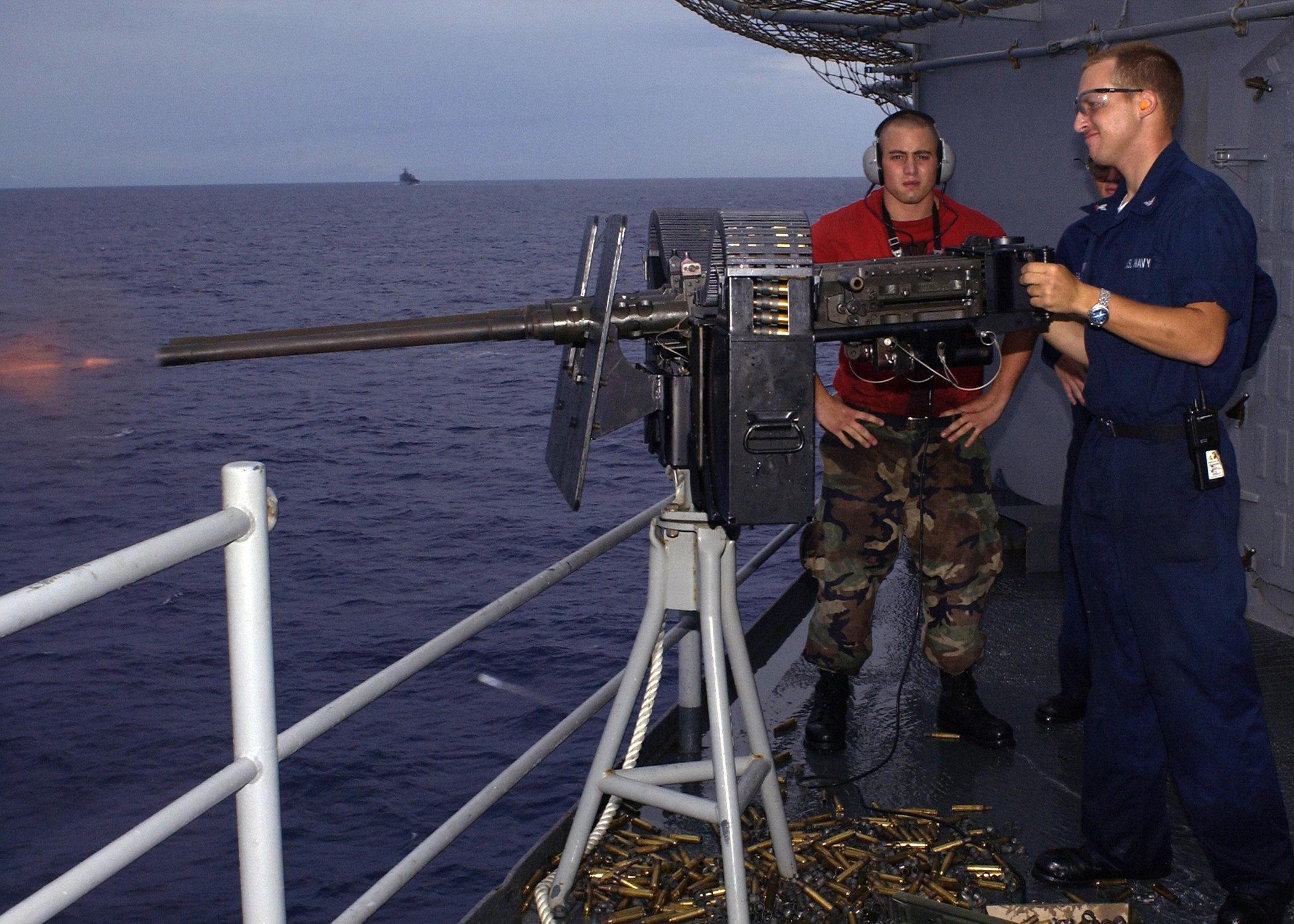
Střelba z kulometu M2HB

### Květen 1976
Belleau Wood byla vyzbrojena třemi 127mm lodními kanóny Mk 45, dvěma osminásobnými odpalovacími zařízeními Mk 25 pro protiletadlové řízené střely moře-vzduch středního doletu RIM-7 Sea Sparrow a šesti 20mm kanóny Mk 16.

### 90. léta
Po modernizaci výzbroje v 90. letech 20. století byla loď vybavena dvěma jednadvacetinásobnými raketovými systémy blízké obrany RIM-116 RAM, čtyřmi 25mm automatickými kanóny Mk 38, dvěma 20mm hlavňovými systémy blízké obrany Mk 15 Phalanx a osmi 12,7mm kulomety M2HB.